# 游魂行动
游魂行动（英語：Operation Wandering Soul）是越南战争期间，美国军队展开的宣传战和心理战，这一行动利用越南人相信死者必须葬在家乡，否则死者的鬼魂将会游荡这一信仰，在前线播放录制的鬼魂叫声，以打击越南人士气。